# Drosophila zonata
Drosophila zonata är en tvåvingeart som beskrevs av Chen och Hide-aki Watabe 1993. Drosophila zonata ingår i släktet Drosophila och familjen daggflugor.
Artens utbredningsområde är provinsen Anhui i Kina.